# Prologue du Tour de France 2010
Pour un article plus général, voir Tour de France 2010.
Le prologue du Tour de France 2010 s'est déroulé le samedi 3 juillet 2010. Rotterdam aux Pays-Bas est la ville de départ et la ville d'arrivée. Le parcours s'est effectué dans Rotterdam sur 8,9 km. Il s'agit du premier contre-la-montre individuel de ce Tour.
La victoire revient au Suisse Fabian Cancellara, qui endosse le maillot jaune, devant l'Allemand Tony Martin et le Britannique David Millar. C'est la quatrième fois que Cancellara remporte le prologue du Tour, après 2004, 2007 et 2009.

## Profil de l'étape

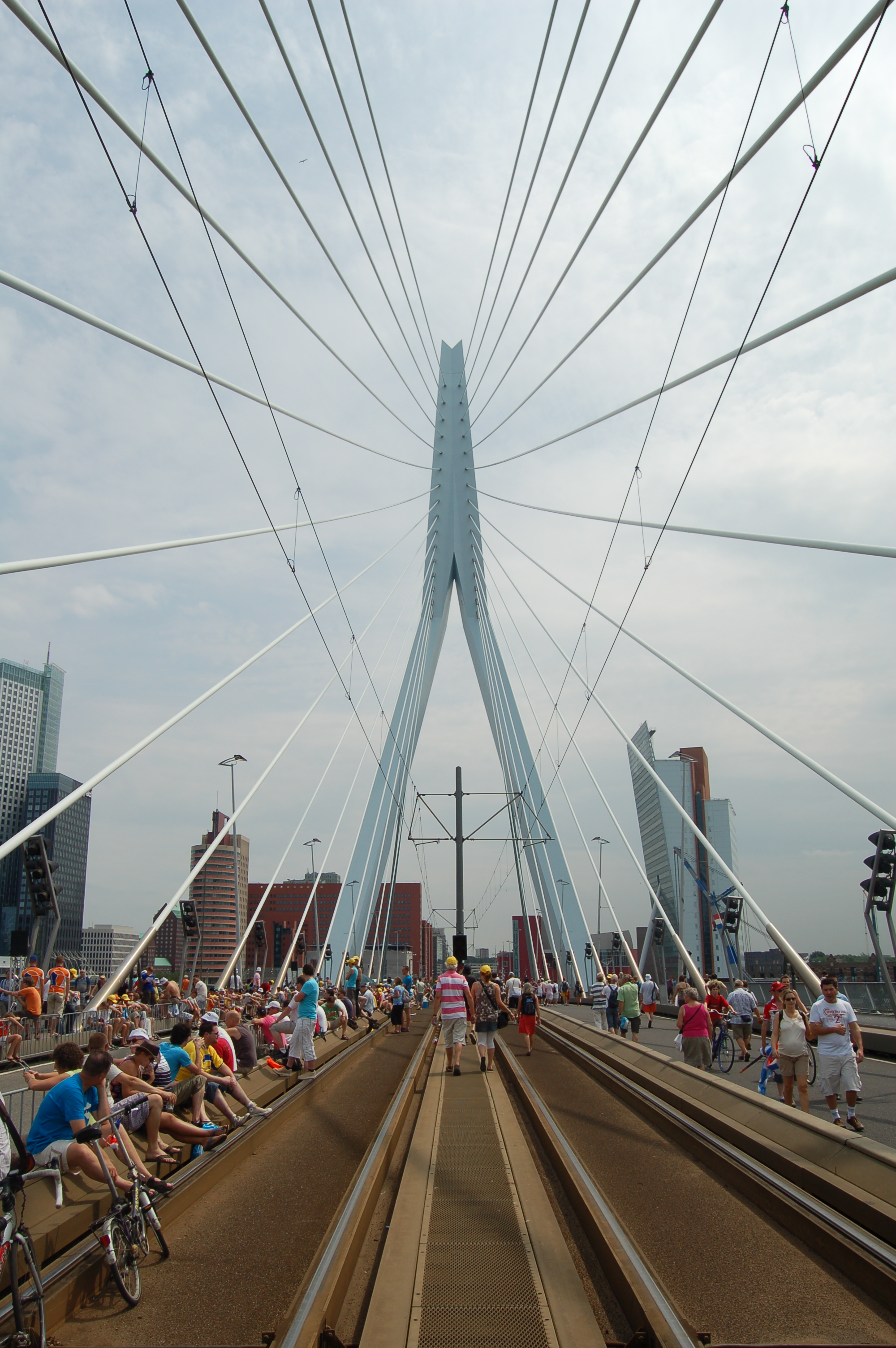
Public sur le pont Erasme

Pour commencer ce Tour de France 2010, les organisateurs ont tracé un prologue de 8,9 km dans les rues de Rotterdam, avec deux très légères montées. Le chronomètre intermédiaire est placé en haut de la deuxième, au km 4,2. Le départ est donné dans le sud de la ville, dans le quartier Charlois, sur le Zuidplein. Le parcours se dirige vers le nord, longe le port de la Meuse (Maashaven) et le port du Rhin (Rijnhaven). Il traverse la Meuse par le pont Érasme, puis la longe sur l'avenue Boompjes. L'étape emprunte ensuite le pont Willems et le pont de la Reine, et passe par l'île du Nord (Noordereiland) pour traverser la Meuse dans l'autre sens. Après avoir longé le port royal ou port du Roi (Koningshaven), la course retrouve le port du Rhin et passe par les mêmes rues qu'en début d'étape pour rejoindre le quartier Charlois où se situe l'arrivée, à proximité du parc du Sud.

## La course
Au départ de ce contre-la-montre, les favoris sont le Suisse  Fabian Cancellara (Team Saxo Bank) champion du monde en titre, l'Espagnol Alberto Contador (Astana), les Britanniques Bradley Wiggins (Team Sky) et David Millar (Garmin-Transitions) ou l'Allemand Tony Martin (Team HTC-Columbia), récent champion d'Allemagne de la spécialité.
L'Allemand Tony Martin occupe durant une longue période la tête de ce contre-la-montre avec un temps de 10 minutes et 10 secondes. Comme certains autres leaders et favoris, il a choisi de partir parmi les premiers afin d'éviter une pluie annoncée. Finalement c'est le Suisse Fabian Cancellara qui s'impose avec un temps de 10 minutes, soit 10 secondes de moins que l'Allemand. Il s'agit de la cinquième victoire d'étape du Tour de Cancellara, la quatrième sur le contre-la-montre d'ouverture. Il prend la tête du classement général et par points, tandis que Tony Martin revêt le maillot blanc de meilleur jeune. Le maillot à pois du meilleur grimpeur n'est pas attribué à l'issue de ce prologue.
L'équipe Team RadioShack place deux coureurs parmi les dix premiers et prend la tête du classement par équipes.

## Classement de l'étape

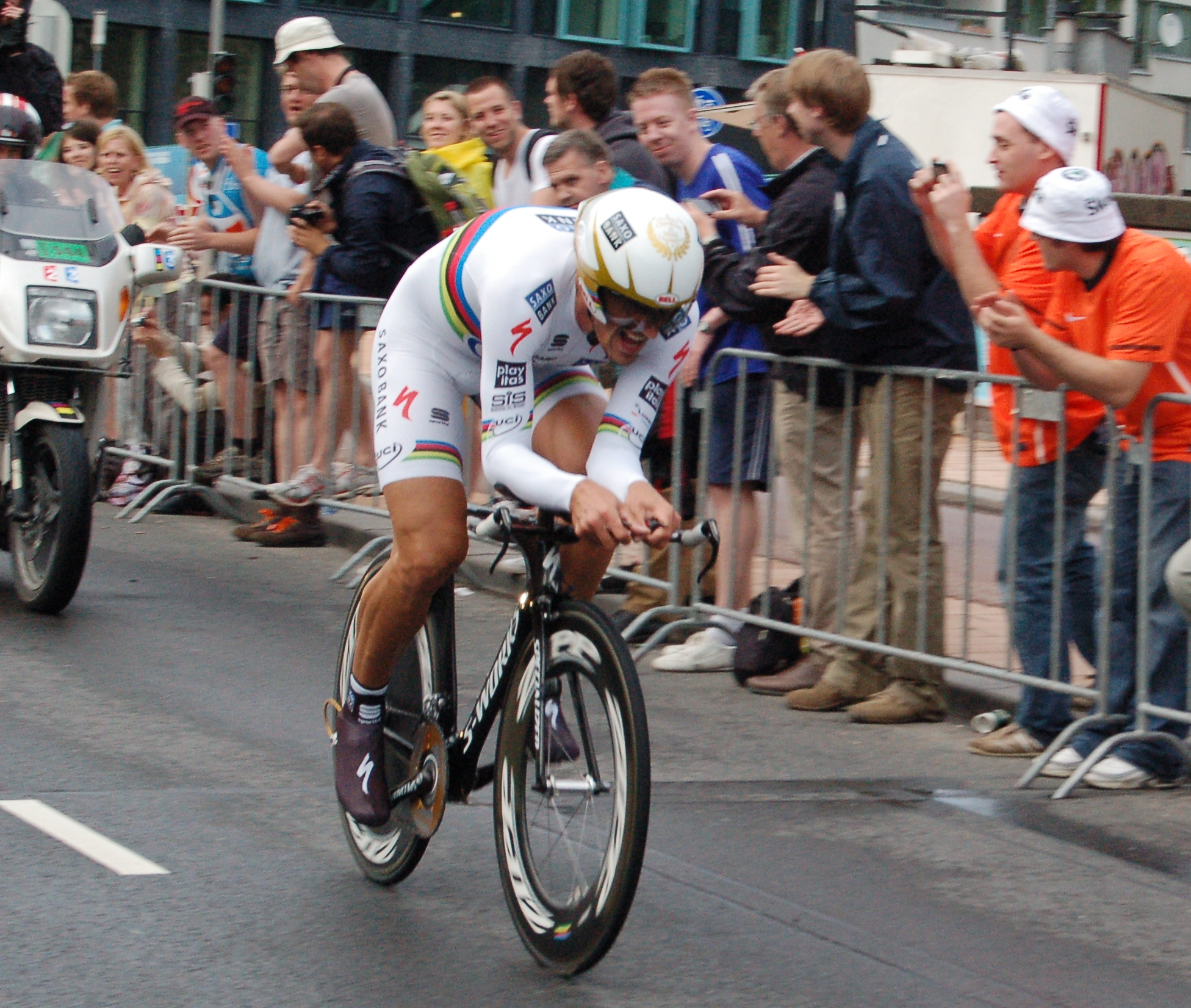
Fabian Cancellara remporte le prologue et devient le premier maillot jaune

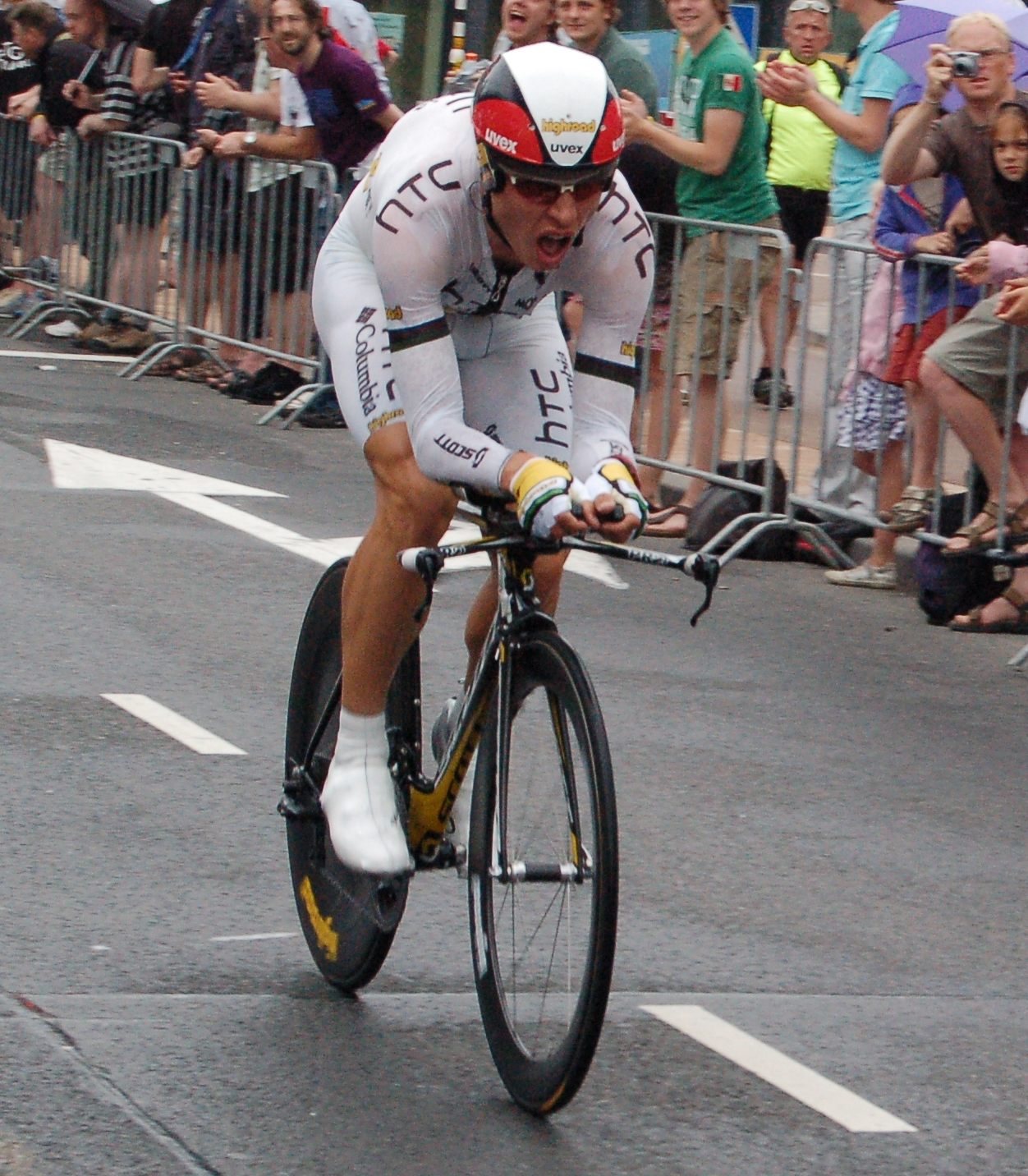
Tony Martin termine deuxième de ce prologue, après avoir longtemps été leader virtuel

| Classement du Prologue | Classement du Prologue | Classement du Prologue | Classement du Prologue | Classement du Prologue |
|                        | Coureur                | Pays                   | Équipe                 | Temps                  |
| ---------------------- | ---------------------- | ---------------------- | ---------------------- | ---------------------- |
| 1er                    | Fabian Cancellara      | SUI                    | Team Saxo Bank         | en 10 min 0 s          |
| 2e                     | Tony Martin            | GER                    | Team HTC-Columbia      | + 10 s                 |
| 3e                     | David Millar           | GBR                    | Garmin-Transitions     | + 20 s                 |
| 4e                     | Lance Armstrong        | USA                    | Team RadioShack        | + 22 s                 |
| 5e                     | Geraint Thomas         | GBR                    | Team Sky               | + 23 s                 |
| 6e                     | Alberto Contador       | ESP                    | Astana                 | + 27 s                 |
| 7e                     | Levi Leipheimer        | USA                    | Team RadioShack        | + 28 s                 |
| 8e                     | Tyler Farrar           | USA                    | Garmin-Transitions     | + 28 s                 |
| 9e                     | Edvald Boasson Hagen   | NOR                    | Team Sky               | + 32 s                 |
| 10e                    | Linus Gerdemann        | GER                    | Team Milram            | + 35 s                 |
| modifier               |                        |                        |                        |                        |

## Classement général
| Classement général au Prologue | Classement général au Prologue | Classement général au Prologue | Classement général au Prologue | Classement général au Prologue |
|                                | Coureur                        | Pays                           | Équipe                         | Temps                          |
| ------------------------------ | ------------------------------ | ------------------------------ | ------------------------------ | ------------------------------ |
| 1er                            | Fabian Cancellara              | SUI                            | Team Saxo Bank                 | en 10 min 0 s                  |
| 2e                             | Tony Martin                    | GER                            | Team HTC-Columbia              | + 10 s                         |
| 3e                             | David Millar                   | GBR                            | Garmin-Transitions             | + 20 s                         |
| 4e                             | Lance Armstrong                | USA                            | Team RadioShack                | + 22 s                         |
| 5e                             | Geraint Thomas                 | GBR                            | Team Sky                       | + 23 s                         |
| 6e                             | Alberto Contador               | ESP                            | Astana                         | + 27 s                         |
| 7e                             | Levi Leipheimer                | USA                            | Team RadioShack                | + 28 s                         |
| 8e                             | Tyler Farrar                   | USA                            | Garmin-Transitions             | + 28 s                         |
| 9e                             | Edvald Boasson Hagen           | NOR                            | Team Sky                       | + 32 s                         |
| 10e                            | Linus Gerdemann                | GER                            | Team Milram                    | + 35 s                         |
| modifier                       |                                |                                |                                |                                |

## Classements annexes

### Classement par points
| Classement par points | Classement par points | Classement par points | Classement par points | Classement par points |
| --------------------- | --------------------- | --------------------- | --------------------- | --------------------- |
|                       | Coureur               | Pays                  | Équipe                | Point(s)              |
| 1er                   | Fabian Cancellara     | SUI                   | Team Saxo Bank        | 15 points             |
| 2e                    | Tony Martin           | GER                   | Team HTC-Columbia     | 12 pts                |
| 3e                    | David Millar          | USA                   | Garmin-Transitions    | 10 pts                |
| modifier              |                       |                       |                       |                       |

### Classement du meilleur grimpeur
Non attribué

### Classement du meilleur jeune
| Classement général du meilleur jeune | Classement général du meilleur jeune | Classement général du meilleur jeune | Classement général du meilleur jeune | Classement général du meilleur jeune |
|                                      | Coureur                              | Pays                                 | Équipe                               | Temps                                |
| ------------------------------------ | ------------------------------------ | ------------------------------------ | ------------------------------------ | ------------------------------------ |
| 1er                                  | Tony Martin                          | GER                                  | Team HTC-Columbia                    | en 10 min 10 s                       |
| 2e                                   | Geraint Thomas                       | GBR                                  | Team Sky                             | + 13 s                               |
| 3e                                   | Edvald Boasson Hagen                 | NOR                                  | Team Sky                             | + 22 s                               |
| modifier                             |                                      |                                      |                                      |                                      |

### Classement par équipes
| Classement par équipes | Classement par équipes | Classement par équipes | Classement par équipes |
|                        | Équipe                 | Pays                   | Temps                  |
| ---------------------- | ---------------------- | ---------------------- | ---------------------- |
| 1re                    | Team RadioShack        | États-Unis             | en 31 min 25 s         |
| 2e                     | Team HTC-Columbia      | États-Unis             | + 1 s                  |
| 3e                     | Garmin-Transitions     | États-Unis             | + 4 s                  |
| modifier               |                        |                        |                        |

## Abandon
- Xavier Florencio (Cervélo TestTeam) : interdit de départ